# Carl Boldt (Buchdrucker)

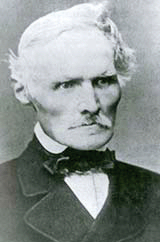
Carl Boldt

Carl Friedrich Christoph Boldt (* 16. September 1811 in Belitz; † 27. November 1878 in Rostock) war ein deutscher Buchdrucker und Verleger.

## Leben
Carl Boldt, Sohn des Maurergesellen Johann Boldt, kam als uneheliches Kind zur Welt. Der Belitzer Gutsinspektor förderte seine Erziehung. 1826 begann Boldt eine Buchdruckerlehre in Güstrow. 1831 ging er auf Wanderschaft. Bis 1841 war er in einer Buchdruckerei in Stuttgart tätig. Nach einer dreimonatigen Anstellung in der Ratsbuchdruckerei Oeberg in Rostock kehrte Boldt wieder nach Stuttgart zurück und arbeitete in der Cotta’schen Buchdruckerei. 1842 zog er erneut nach Rostock und war in der Rostocker Universitätsbuchdruckerei Carl Friedrich Behm tätig. Nach dem Tod des Besitzers der Ratsbuchdruckerei Oeberg erwarb Boldt 1850 die Druckerei. 
1875 wurde ihm der Titel Hofbuchdrucker zuerkannt. Die Druckerei firmierte unter dem Namen Carl Boldt'sche Hofbuchdruckerei. Ein bekanntes Erzeugnis war das Rostocker Wochenblatt (1850–1852). In der herrschenden Reaktionsära geriet Boldt mehrfach wegen dessen „demokratischen Inhalts“ und der darin veröffentlichten satirischen Bilder in Schwierigkeiten. Nach mehrfachen Verwarnungen wurde das Blatt verboten. 1852 folgte ein neuer Versuch mit dem Rostocker Morgenblatt und dem Rostocker Abendblatt, allerdings ohne Erfolg. In der Druckerei wurden seit 1858 die Rostocker Adressbücher verlegt, ebenso Landtagsdrucksachen ab 1869.
Carl Boldt war Mitglied im Verein für Rostocks Altertümer.
Nach dem Tod Carl Boldts übernahmen seine Söhne Emil und Gustav Boldt die Druckerei.